# 4TU
4TU (estilizado como 4TU.Federation) es una federación de cuatro universidades tecnológicas de los Países Bajos: la Universidad Técnica de Delft, la Universidad Técnica de Eindhoven, la Universidad de Twente (UT) y la Universidad de Wageningen (WUR). Se fundó en 2007 como 3TU y pasó a llamarse 4TU en 2016 debido al ingreso de la WUR.
La federación tiene como objetivo maximizar la innovación al concentrar las fortalezas en investigación, educación y transferencia de conocimiento de todas las universidades técnicas en los Países Bajos.

## Maestrías
4TU cuenta con los siguientes programas de maestría:
- Gestión e ingeniería de la construcción[4]
- Sistemas integrados[5]
- Educación científica y comunicación[6]
- Tecnología de energías sostenibles[7]
- Sistemas y control[8]
- Seguridad cibernética[9]

## Institutos

### Instituto Stan Ackermans
La 4TU.Escuela de Diseño Tecnológico, Stan Ackermans Institute (4TU.SAI) se inició en 1986 en la Universidad Técnica de Eindhoven. El nombre fue elegido en honor al profesor Stan  Ackermans, el rector de la universidad que se jubiló el año anterior y que pasó gran parte de su carrera promoviendo que la educación universitaria prestara más atención a las necesidades de las empresas que contratan a los graduados.
La 4TU.SAI gestiona diferentes programas de diseño técnico de posgrado en la universidad de Delft, Eindhoven y Twente. Cada programa de diseñador tiene una duración de dos años y está destinado a enseñar a los futuros magíster las habilidades para diseñar los complejos sistemas necesarios en la industria de alta tecnología. Los graduados reciben un Doctorado Profesional en Ingeniería.
Los programas de doctorado que ofrece la 4TU.SAI son:
- Diseño de sistemas automotrices
- Ingeniería de bioprocesos
- Negocios y TI
- Diseño de productos químicos
- Ingeniería civil
- Ingeniería civil y Ambiental
- Informática clínica
- Ciencia de datos
- Diseño de sistemas de ingeniería eléctrica
- Diseño de sistemas de ingeniería eléctrica
- Diseño y Tecnología de Instrumentación
- Tecnología de energía y procesos
- Ingeniería industrial
- Mantenimiento
- Diseño de procesos y productos
- Diseño de procesos y equipos
- Ingeniero médico calificado
- Robótica
- Edificios y ciudades de energía inteligente
- Tecnología de software
- Interacción usuario-sistema

### 4TU Instituto de Matemáticas Aplicadas
El 4TU Instituto de Matemáticas Aplicadas (4TU.AMI) es uno de los Centros de Excelencia de la Federación 4TU. El 4TU.AMI se dedica a coordinar las actividades de los diferentes grupos de matemáticas aplicadas en las tres universidades técnicas. Estas actividades incluyen la investigación, los programas de maestría, las pasantías y la valorización del conocimiento. En el período 1990-2006, el programa conjunto MSC graduó a 1229 estudiantes.
El 4TU.AMI ofrece las siguientes maestrías:
- Gestión e ingeniería de la construcción
- Sistemas integrados
- Sistemas y control
- Educación científica y comunicación
- Tecnología de energías sostenibles
- Educación profesional de doctorado (Stan Ackermans Institute)
- Especialización en ciberseguridad

### 4TU.Centro de datos de investigación
El 4TU.Centro de datos de investigación (anteriormente conocido como 3TU.Datacentrum) es un repositorio de datos para la investigación en ciencia e ingeniería. El repositorio almacena los datos de la investigación de manera permanente y sostenible, de acuerdo con los lineamientos del Sello de aprobación de datos internacional, y figura en el Registro de repositorios de datos de investigación re3data.org.